# Erlenbruch-Oberbusch Grüngräbchen
Das Naturschutzgebiet Erlenbruch-Oberbusch Grüngräbchen liegt im Landkreis Bautzen in Sachsen. Es erstreckt sich südlich von Grüngräbchen, einem Ortsteil der Gemeinde Schwepnitz. Durch den südöstlichen Teil des Gebietes verläuft die S 93 und südlich die B 97.

## Bedeutung
Das 146,55 ha große Gebiet mit der NSG-Nr. D 06 wurde im Jahr 1999 unter Naturschutz gestellt.